# Przytok (Lubusz)
Przytok is een plaats in het Poolse district  Zielonogórski, woiwodschap Lubusz. De plaats maakt deel uit van de gemeente Zabór en telt 610 inwoners.